# Богданов, Хамзя Салимович
Хамзя́ Сали́мович Богда́нов (15 ноября 1904 — 29 июня 1983) — Герой Советского Союза, гвардии полковник.

## Биография
Богданов родился в Ульяновской области в татарской семье. Свою трудовую деятельность начал в 1918 г. слесарем на суконной фабрике. В 1922 году добровольно поступил на службу в РККА. Окончил Ульяновскую пехотную школу (1926), курсы бронетанковых войск в Ленинграде (1929). С 1932 г. по 1940 г. — начальник связи в Ленинградской школе танковых техников. В 1939 г. заочно закончил военную академию РККА им. Фрунзе.

### Великая Отечественная война
В годы Великой Отечественной войны Богданов Х. С. командовал различными подразделениями и частями на Калининском, Московском и Степном фронтах. Участвовал в боях на Курской дуге, на Сандомирском направлении, освобождал Прагу, Вену, Ютеборг. Отличился в ходе Берлинской операции, когда 22-я гвардейская мотострелковая бригада (6-го гвардейского танкового корпуса 3-й гвардейской танковой армии 1-го Украинского фронта) под его командованием 22 апреля 1945 г., ведя тяжёлые бои с крупными силами противника, захватила плацдарм на северном берегу канала Тельтов. 25 апреля 1945 г. бригада Богданова одной из первых ворвалась в Берлин с юга, обеспечив продвижение к центру города других соединений и частей корпуса. 30 мая 1945 Богданову Х. С. было присвоено звание Героя Советского Союза.

### Послевоенная карьера
До 1950 г. служил в Группе Советских войск в Германии, демобилизовался в 1953 г. Умер в 1983 г.

## Память
С 15 ноября 2019 г. имя Хамзи Богданова носит средняя общеобразовательная школа в рабочем посёлке Старотимошкино.
В городе Приозерске , Ленинградская область , названа улица в честь Героя Богданова .